# Izvorska reka
Izvorska reka (bulgariska: Изворска река) är ett vattendrag i Bulgarien.   Det ligger i regionen Burgas, i den östra delen av landet, 300 km öster om huvudstaden Sofia.